# Petar Stojanović (piłkarz)
Petar Stojanović (ur. 7 października 1995 w Lublanie) – słoweński piłkarz, grający na pozycji prawego obrońcy w polskim klubie Legia Warszawa oraz w reprezentacji Słowenii.

## Kariera piłkarska

### Kariera klubowa
Rozpoczął karierę piłkarską w klubie juniorów Interblock Lublana. 1 lipca 2011 roku przeniósł się do klubu NK Maribor i początkowo również grał w zespole juniorów tej drużyny. W sezonie 2011/2012 rozegrał 2 spotkania w seniorskiej drużynie tego klubu. Jego zespół zajął pierwsze miejsce i zdobył mistrzostwo Słowenii wyprzedzając drugą w tabeli, Olimpiję Lublana, aż o 20 punktów. W następnym sezonie jego ekipa ponownie okazała się najlepsza w rozgrywkach krajowych. Tego zespół wyprzedził ponownie drugą w tabeli Olimpiję Lublana, tym razem o 8 punktów. 20 lipca 2013 roku piłkarz został wypożyczony do klubu NK Veržej, występującym wówczas w II lidze. W sezonie 2013/2014 zajął z tym zespołem 4. miejsce. Do drugiego miejsca, dającego możliwość gry w barażach o awans do I ligi, zabrakło 3 punktów.
30 czerwca 2014 roku powrócił z wypożyczenia do NK Maribor, który ponownie zdobył mistrzostwo Słowenii. Dzięki temu jego zespół mógł wystąpić w kwalifikacjach do Ligi Mistrzów, w których kolejno pokonał Zrinjski Mostar (0–0 i 2–0), Maccabi Tel Awiw (1–0 i 2–2) oraz Celtic FC (1–1 i 1–0) i awansował do fazy grupowej. Petar Stojanović we wszystkich sześciu meczach zagrał pełne 90 minut. W fazie grupowej Ligi Mistrzów wystąpił w pięciu meczach, jednak jego drużyna nie wygrała żadnego ze spotkań i w efekcie zajęła ostatnie, 4. miejsce.
Z klubem NK Maribor miął umowę do 30 czerwca 2017 roku. W styczniu 2016 odszedł do Dinamo Zagrzeb.
30 lipca 2021 był wypożyczony do Empoli FC.
27 czerwca 2025 został piłkarzem Legii Warszawa, z którą podpisał trzyletni kontrakt. W jej barwach zadebiutował 13 lipca 2025 w wygranym 1:2 meczu o Superpuchar Polski przeciwko Lechowi Poznań, wchodząc na boisko w 75. minucie.

### Kariera reprezentacyjna
Petar Stojanović wystąpił w dwóch spotkaniach reprezentacji Słowenii U-16, czterech meczach reprezentacji tego kraju do lat 17, pięciu spotkaniach reprezentacji U-18 oraz zaliczył 4 występy w reprezentacji do lat 19.
W reprezentacji Słowenii U-21 wystąpił w jednym meczu w ramach eliminacji do Mistrzostwa Europy w 2015 roku. Jednak jego zespół zajął 3. miejsce w grupie i nie awansował na te mistrzostwa.
18 listopada 2014 roku zadebiutował w seniorskiej reprezentacji Słowenii w meczu przeciwko Kolumbii. Jego drużyna przegrała to spotkanie 0–1, a on sam pojawił się na boisku w 46. minucie meczu.

## Sukcesy i odznaczenia
- Mistrzostwo Słowenii (4 razy):2011/2012[4], 2012/2013[5], 2013/2014, 2014/2015[3]
- Mistrzostwo Chorwacji (5 razy): 
2015/16, 2017/18, 2018/19, 19/20, 2020/21[3]

- Superpuchar Polski:  2025[18]